# Wixon Valley (Teksas)
Wixon Valley je grad u američkoj saveznoj državi Teksas. Prema popisu stanovništva iz 2010. u njemu je živjelo 254 stanovnika.